# Ourapteryx gisela
Ourapteryx gisela är en fjärilsart som beskrevs av Thierry-mieg 1905. Ourapteryx gisela ingår i släktet Ourapteryx och familjen mätare. Inga underarter finns listade i Catalogue of Life.